# Setge de Boston
El setge de Boston (19 d'abril de 1775 - 17 de març de 1776) fou la fase d'obertura de la Guerra d'Independència dels Estats Units. Milicians de Nova Anglaterra van impedir el moviment per terra de l'exèrcit britànic, que es trobava a aquarterat a la que aleshores era la ciutat peninsular de Boston, Badia de Massachusetts. Les dues parts van haver de tractar els problemes de subministrament i de personal durant el setge. El subministrament i el reforç britànics es limitaven a l'accés al mar. Després d'onze mesos del setge, els britànics van abandonar Boston navegant cap a Nova Escòcia.

## Antecedents
Els enfrontaments entre britànics i americans agafen com a punt de partida l'abús d'impostos perpetrada per la Corona Britànica vers els colons americans, i la manca de representativitat al parlament del Regne Unit. En resposta al motí del te i altres actes de protesta, 4.000 britànics, amb el comandament de Thomas Gage, van ser enviats a Boston per controlar la província de la badia de Massachusetts. Gage va dissoldre el govern provincial, dirigit per John Hancock i Samuel Adams, i el va reformar com un Congrés Provincial. Aquest congrés va continuar reunint i organitzant-se militar i armementísticament. Sota la Llei del Port de Boston, Gage va tancar el port de Boston, cosa que va causar molta desocupació i descontent.
Quan els britànics van ser enviats a la ciutat de Concord a apoderar-se de les armes emmagatzemades el 19 d'abril de 1775, els militars colonials dels voltants s'hi van oposar duent a terme les batalles de Lexington i Concord. Els britànics van fugir de nou a Boston per aquarterar-s'hi. La notícia va córrer per les altres províncies de Nova Anglaterra, i posteriorment també per les situades més al sud, i van enviar homes a l'àrea de Boston.

## Setge
El setge va començar el 19 d'abril després de les batalles de Lexington i Concord, quan la milícia de les comunitats circumdants de Massachusetts va bloquejar l'accés terrestre a Boston. El Congrés Continental va formar l'Exèrcit Continental des de la milícia, amb George Washington com a comandant en cap. El juny de 1775, els britànics es van apoderar de Bunker Hill i de Breed's Hills, des dels quals els continentals es preparaven per bombardejar la ciutat, però les seves baixes van ser nombroses i els seus guanys van ser insuficients per trencar el control de l'exèrcit continental en l'accés terrestre a Boston. Els nord-americans van assetjar la ciutat ocupada pels britànics. Les accions militars durant la resta del setge es van limitar a incursions puntuals, escaramusses menors i focs de franctirador.
El novembre de 1775, George Washington va enviar el llibreter convertit en soldat Henry Knox, de vint-i-cinc anys, per portar a Boston la pesada artilleria capturada al Fort Ticonderoga. En una operació complexa i exigent tècnicament, Knox va portar molts canons a la zona de Boston el gener de 1776. Al març de 1776, aquesta artilleria va fortificar Dorchester Heights, que passava per alt Boston i el seu port, i va posar en perill el subministrament britànic. El comandant britànic William Howe va veure la posició britànica com a indefensable i va retirar les forces britàniques a Boston a la fortalesa britànica a Halifax, Nova Escòcia, el 17 de març.